# Francisco Sánchez Madrid
Francisco Sánchez–Madrid (Añora, provincia de Córdoba, 1954), es catedrático de Inmunología en la Universidad Autónoma de Madrid (UAM), jefe de Servicio de Inmunología del Hospital Universitario de la Princesa y director del grupo de Comunicación Intercelular en la Respuesta Inflamatoria del Centro Nacional de Investigaciones Cardiovascular (CNIC).

## Biografía
En 1976 se licencia en Ciencias Biológicas por la Universidad de Sevilla. Obtuvo su doctorado de la Universidad Autónoma de Madrid en 1980.  Tras su tesis doctoral (Proteínas ácidas del ribosoma de Saccharomyces Cerevisiae caracterización y comparación con las de otras especies), se trasladó entre 1980 y 1983 para realizar su postdoctorado al Departamento de Patología de la Escuela de Medicina de Harvard en Boston, Massachusetts. Fue entonces cuando, junto el profesor Timothy Springer, identificaron las integrinas que controlan la adhesión y la activación de los leucocitos y, por lo tanto, realizaron una contribución decisiva al desarrollo de terapias para enfermedades inflamatorias y autoinmunes, como la esclerosis múltiple y la enfermedad de Crohn.
En 1983 como investigador ciéntifico en el departamento de Alergia e inmunología Abelló, y dos años más tarde comenzó su andadura en el hospital de la Princesa como profesional facultativo de inmulogía y en 1990 obtiene la cátedra de Inmunología en la Universidad Autónoma de Madrid. Jefe del Servicio de Inmunología del Hospital Universitario de La Princesa, director del Instituto de Investigación Sanitaria IIS Princesa.
Gestor del Plan Nacional de Biomedicina (2001-2005), presidente de la Comisión de Inmunología y Enfermedades Infecciosas del FIS (1998-2000) y miembro del panel de evaluación del ERC para jóvenes investigadores europeos (2007-2010).

## Publicaciones
Más de 420 publicaciones científicas.
- Barreiro, O., & Sánchez-Madrid, F. (2009). Bases moleculares de las interacciones leucocito-endotelio durante la respuesta inflamatoria. Revista española de cardiologìa, 62(5), 552-562.

## Reconocimientos
Fue investido doctor honoris causa por la Universidad de Córdoba el 26 de marzo de 2019

## premios
- En noviembre de 2002 recibe el premio Fundación Juan March, instituida en el año 2000 y dotada con 901.518 euros.está destinado a apoyar el trabajo de un científico español menor de 50 años que realice una investigación original y creativa en el campo de la biología.
- La Fundación Francisco Cobos, con el apoyo científico del CSIC, otorga el premio de investigación biomédica por sus relevantes y decisivas aportaciones en el campo de la inmunología, tanto en aspectos básicos como clínicos.[3]
- Premio de investigación de la Comunidad de Madrid “Miguel Catalán” 2009,

a la carrera científica.
- Premio de Investigación Biomédica de la Fundación Lilly (2011).
- Premio Nacional de Investigación Santiago Ramón y Cajal 2020 Por su contribución a la investigación biomédica en el ámbito de los procesos de comunicación intercelular, adhesión, migración y activación de los leucocitos y por el impacto que ésta ha tenido en el estudio de las enfermedades inflamatorias crónicas.[5]
- Francisco Sánchez Madrid[6] y el también inmunólogo Timothy Springer fueron galardonados con el premio Robert Koch 2023, uno de los premios científicos más importante de Alemania y dotado con 120.000€ por sus importantes investigaciones en Inmunología. Pioneros en descubrir la relevancia de las moléculas de la adhesión celular en la función de las células inmunitarias. Este importante hallazgo ha abierto nuevas posibilidades para el tratamiento de enfermedades inmunitarias mediante anticuerpos monoclonales.